# Otis Harlan
Otis Harlan (29 de dezembro de 1865 – 21 de janeiro de 1940) foi um ator estadunidense de comédia.

## Biografia
Harlan nasceu em Zanesville, Ohio, em 1865. Casou-se com Nellie Harvey e teve uma filha chamada Marion. Harlan era tio do ator de cinema mudo Kenneth Harlan.

### Carreira
Em 1906, ele apareceu em The Magic Knight, de Victor Herbert. Ele estava no teatro de variedades em 1911, aparecendo em musicais caricatos de Irving Berlin. Harlan também desempenhou o papel do capitão Andy na primeira versão do filme parcialmente falado Show Boat (1929). Ele também foi visto como o Mestre de Cerimônias no prólogo de som que acompanhou o filme. Em 1935, Harlan desempenhou o papel de Starveling no filme de Max Reinhardt de 1935 da versão A Midsummer Night's Dream, de Shakespeare. Em 1937, Harlan emprestou sua voz para o anão Feliz, no clássico animado da Disney Branca de Neve e os Sete Anões, um sucesso estrondoso que se tornou um clássico do cinema. No mesmo ano, ele também apareceu no curta de Our Gang, Roamin 'Holiday.

### Morte
Ele morreu em Martinsville, Indiana, de um derrame, a 21 de janeiro de 1940, com 74 anos. Seu sepultamento estava localizado no cemitério Green, em Columbus, Ohio.